# Lauratonema reniamphidum
Lauratonema reniamphidum är en rundmaskart som beskrevs av Stephen Donald Hopper 1961. Lauratonema reniamphidum ingår i släktet Lauratonema och familjen Lauratonematidae. Inga underarter finns listade i Catalogue of Life.